# Wartezug
Unter einem Wartezug oder Tempozug versteht man in verschiedenen Brettspielen, besonders dem Schachspiel, einen Zug, welcher sämtliche Vorzüge der eigenen Stellung beibehält, während die Zugpflicht auf den Gegner übergeht. Im Allgemeinen ist die am Zug befindliche Partei im Vorteil, weil sie die Initiative besitzt. Im Endspiel (sehr selten auch in positionell geführten Partien im Mittelspiel) können jedoch Stellungen vorkommen, welche sich nicht mehr verbessern lassen. In einer solchen Situation liegt der Schlüssel zum Sieg in einem Wartezug, wenn dadurch der Gegner in Zugzwang gebracht wird, aus dem Zugrecht eine Zugpflicht wird. Auch in der Schachkomposition sind Wartezüge ein häufiges Motiv.
Für Wartezüge bieten sich vor allem die Langschrittler Läufer, Turm und Dame an. Der Springer kann auf Grund seiner Gangart keinen Wartezug ausführen.

## Beispiel
|   | a | b | c | d | e | f | g | h |   |
| 8 |   |   |   |   |   |   |   |   | 8 |
| 7 |   |   |   |   |   |   |   |   | 7 |
| 6 |   |   |   |   |   |   |   |   | 6 |
| 5 |   |   |   |   |   |   |   |   | 5 |
| 4 |   |   |   |   |   |   |   |   | 4 |
| 3 |   |   |   |   |   |   |   |   | 3 |
| 2 |   |   |   |   |   |   |   |   | 2 |
| 1 |   |   |   |   |   |   |   |   | 1 |
|   | a | b | c | d | e | f | g | h |   |

In der Stellung in Diagramm 1 bringt Weiß den Gegner durch den Wartezug 1. Ta1–a2 in Zugzwang. Schwarz ist genötigt, 1. … Kb8–c8 zu ziehen, woraufhin Weiß mit
2. Ta2–a8# mattsetzt.

Ein Paradebeispiel für einen Wartezug findet sich in der  Unsterblichen Zugzwangpartie zwischen Fritz Sämisch und Aaron Nimzowitsch, in welcher Nimzowitsch durch den unscheinbaren Randbauernzug h7–h6 die sofortige Kapitulation seines Gegners erzwang.

Weitere Beispiele für Wartezüge finden sich bei den elementaren Mattführungen.